# طاقة الفحم الحرارية
طاقة الفحم الحرارية (بالإنجلزية:energy value of coal, أو fuel content) هي كمية الطاقة الكامنة في الفحم التي تتحول إلى حرارة. ويمكن حساب الطاقة الحرارية للفحم ومقارنتها لأنواع الفحم المختلفة أو بالمواد الأخرى مثل البترول أو الخشب. وبحسب تكوين المادة فهي تعطي أقدارا مختلفة من الحرارة لكل 1 كيلوجرام.
وبينما نستطيع في الكيمياء حساب كمية الحرارة التي تعطيها كمية معينة من المادة، فإننا نجد فروقا بين النتائج المحسوبة نظريا والنتائج العملية. ويرجع السبب في ذلك ألى كمية الشوائب الموجودة في نوع الفحم الذي نستخدمه. لذلك فحساب كمية الحرارة التي ينتجها الفحم تحتم معرفة تكوينه الكيميائي بالتفصيل لمعرفة الأجزاء التي تحترق فعلا والمواد الأخرى التي لا تحترق.

## التركيب الكيميائي
تتعين خواص الفحم الحرارية عل أساس التحليل الكيميائي لمادته. والمواد التي تدخل في تكوين الفحم هي مثلا الرطوبة، وكمية المواد الطيارة، ونسبة الرماد ونسبة الكربون. والتحليل التفصيلي للفحم يعطينا نسبة الكربون فيه ونسبة الهيدروجين والنتروجين والكبريت والأكسجين فيه.
وتقدر كمية الحرارة Q في الفحم بكمية الحرارة الناتجة منه عند حتراقة بالكامل بالأكسجين. وتعتمد الكمية Q على العناصر المكونة للفحم. ويمكن قياس الحرارة الناتجة من الفحم بواسطة الكالوريمتر.. وقد قام العالم دولولج باستنتاج المعادلة التقريبية التالية عندما يحتوي الفحم على نسبة أقل من 10% من الأكسجين:
Q = 337C + 1442(H - O/8) + 93S,
حيث:
C نسبة الكربون
H نسبة الهيدروجين,
O نسبة الأكسجين,
S نسبة الكبريت
وكل تلك النسب هي النسب النسبية الوزية في الفحم، (أي ليست النسب الحجمية).
وبواسطة استخدام تلك الكميات يمكن حساب كمية الحرارة Q بالكيلو جول التي تنتج عن احتراق 1 كيلوجرام من الفحم.